# Thomas er fredløs
Thomas er fredløs er en dansk film fra 1967.
- Manuskript og instruktion Sven Grønlykke.

Blandt de medvirkende kan nævnes:
- Birger Jensen
- Jytte Abildstrøm
- Bent Christensen
- Peter Belli
- Povl Dissing
- Thøger Olesen
- Ingvald Lieberkind
- Niels Rasmussen